# Alyxia efatensis
Alyxia efatensis är en oleanderväxtart som beskrevs av André Guillaumin. Alyxia efatensis ingår i släktet Alyxia och familjen oleanderväxter. Inga underarter finns listade i Catalogue of Life.